# Tatakosan sapatrok
Tatakosan sapatrok，是台灣阿美族馬太鞍部落神話中的神祇，曾下凡來教導族人許多文化知識。

## 概要
關於Tatakosan sapatrok的身世有兩種說法，其一為他是平等之神Honahona no sapatrok與Sahpiau的兒子:109；但也有說法認為他是語言之神Afd'oay sapatrok的兒子，而不管是哪種說法，他的妻子普遍被認為是Tsigautsigau sapatrok。在傳說中，Tatakosan sapatrok能讓各種植物結出又多又大的果實，且在大洪水過後與其他神祇一同下凡教導人類混合小米和糯米製作酒的方法、耕種的時間和方式、神所使用的「神語」、以及在播種前利用酒、肉和糕祭拜天上的神以祈禱部落年輕人外出平安的Mivtek儀式和豐年祭（ilisin）的進行方式，當Savak因為碰到他的手杖而死時，他還從天上請神下來治好Savak；最後他將帶來的幾件物品（陶罐、耙、腰帶、兩種頸飾、耳墜、飾品、腰鈴；一說三條佩巾、十條紐帶、還有一個給Majau的頭冠）分發給部落中的人共約20個，叮嚀他們要做好部落的模範，並且和其他神回到天上。
後續
後來，Tatakosan sapatrok又派自己的兒子Soror alimolo前往人間教導人類他們忘記的教誨，並且和Majau的女兒Laplajau結婚:120-128。